# Морваи, Кристина
Кристина Морваи (венг. Morvai Krisztina; 22 июня 1963, Будапешт) — венгерская политическая деятельница, юрист, депутат Европарламента 7-го и 8-го созывов. Избиралась от «Йоббик», но не была членом партии; впоследствии поддерживала «Фидес». 1 апреля 2019 года объявила о своем уходе из политики и общественной жизни.

## Биография
Окончила Будапештский университет имени Лоранда Этвёша, по специальности — юрист. Занималась проблемами домашнего насилия, сексуального насилия, проституции, прав заключённых-женщин, ВИЧ-инфицированных и др. Автор книги «Террор в семье». В 1990-е годы проходила стажировки в Западной Европе и США.
Во второй половине 1990-х годов работала в Европейской комиссии по правам человека. В 2003—2006 годах работала в комитете ООН по ликвидации всех форм дискриминации в отношении женщин. Была выведена из состава комитета после того, как подвергла критике Израиль за нарушения прав женщин на территории Палестинской автономии.
В 2009 году избрана в Европарламент по списку ультраправой партии «Йоббик», стала одним из трёх депутатов от партии в Европарламенте. В 2014 году избрана повторно. Также рассматривалась как кандидат от партии «Йоббик» на пост президента Венгрии.
Неоднократно критиковалась в израильской прессе и называлась «антисемиткой» из-за своей позиции по вопросам политики Израиля в Палестине, критики сионизма, высказываний в адрес еврейской общины Венгрии. В 2010 году выступила с открытым письмом к послу США в Венгрии, после того, как тот посетил офисы всех ведущих политических партий, кроме «Йоббик» с её одиозной репутацией. В 2014 году посещала ЛНР и ДНР и высказывала им свою поддержку, за что ей был запрещён въезд на Украину.
Перед парламентскими выборами 2018 года Морваи всё чаще критиковала партию «Йоббик» за «полевение», поэтомуделегаты национального исполнительного комитета Йоббика единогласно призвали национальное руководство партии отозвать мандат в Европейском парламенте у Морваи, поскольку та помогла остаться у власти правительству Орбана, ведя агитацию против «Йоббик». 

## Семья
Мать — Клари Фекете, известная фотомодель. Отец — Миклош Морваи, экономист.
Была замужем за журналистом Дьёрдем Бало, развелись в 2011 году. Есть три дочери, две из которых — близнецы.